# Lymantria roseola
Lymantria roseola är en fjärilsart som beskrevs av Matsumura 1931. Lymantria roseola ingår i släktet Lymantria och familjen tofsspinnare. Inga underarter finns listade i Catalogue of Life.